# Óscar Pino
Óscar Pino Hinds (ur. 26 października 1993) – kubański zapaśnik walczący w obu stylach. Srebrny medalista mistrzostw świata w 2019 i brązowy w 2017, 2018 i 2023 roku. 
Mistrz igrzysk panamerykańskich w 2023 i drugi w 2019. Triumfator igrzysk Ameryki Środkowej i Karaibów w 2023. Piąty w Pucharze Świata w 2019 roku. Zdobył dziewięć medali na mistrzostwach panamerykańskich w latach 2016 - 2025.